# Semiothisa gentilata
Semiothisa gentilata là một loài bướm đêm trong họ Geometridae.